# Hubert Joseph Jean Lambert de Stuers
Pour les articles homonymes, voir de Stuers.
Hubert Joseph Jean Lambert, chevalier de Stuers, était un général néerlandais, né à Ruremonde le 6 novembre 1788 et mort à Maastricht le 13 avril 1861. 

## Biographie
Il est commandant de l'Armée royale des Indes néerlandaises de 1830 à 1835.

## Publications
- 1850: « De vestiging en uitbreiding der Nederlanders ter westkust van Sumatra ». P. N. van Kampen.
- 1853: « Aanmerkingen op het werk: Het Ned. O.I. leger ter westkust van Sumatra door den Lt.-kol ». Lange (originally published in Tijdschrift voor Nederlandsch-Indië, and then published separately in Zaltbommel)
- 1854: « De expeditie tegen Tanette en Soepa (op Celebes) in 1824 ». Het Tijdschrift voor Ned. Indië.

## Distinctions
- Commandeur de l'ordre du Lion néerlandais

## Sources
- 1866. Ridder de Stuers. Dagblad van Zuid-Holland en Den Haag (09-05-1861).
- 1912. P.C. Molhuysen en P.J. Blok. Nieuw Nederlands Biografisch Woordenboek. Deel 2. Bladzijde 1390-1391.

- Ressource relative aux beaux-arts :   - RKDartists
- Notice dans un dictionnaire ou une encyclopédie généraliste :   - Biografisch Portaal van Nederland
- Notices d'autorité :   - VIAF
  - ISNI
  - GND
  - CiNii
  - Belgique
  - Pays-Bas